# Liste der Naturdenkmale in Münchweiler an der Rodalb
Die Liste der Naturdenkmale in Münchweiler an der Rodalb nennt die im Gemeindegebiet von Münchweiler an der Rodalb ausgewiesenen Naturdenkmale (Stand 23. Mai 2024).

## Naturdenkmale
| Nr.         | Bezeichnung            | Lage                                                     | Beschreibung        | Bild                                    |
| ----------- | ---------------------- | -------------------------------------------------------- | ------------------- | --------------------------------------- |
| ND-7340-269 | Felsgebilde Rotenstein | östlich des Ortes, im Gipfelbereich des Rotensteins Lage | Buntsandsteinfelsen | Direkt Bild zu diesem Denkmal hochladen |
| ND-7340-326 | Roteiche               | Tunnelstraße, bei Nr. 1 Lage                             | Quercus rubra       | Direkt Bild zu diesem Denkmal hochladen |